# Grand Prix Malezji 2013
Grand Prix Malezji 2013 (oficjalnie 2013 Formula 1 Petronas Malaysia Grand Prix) – druga runda Mistrzostw Świata Formuły 1 w sezonie 2013.

## Lista startowa
| Nr | Kierowca            | Zespół                        | Samochód          | Silnik               | Opony |
| -- | ------------------- | ----------------------------- | ----------------- | -------------------- | ----- |
| 1  | Sebastian Vettel    | Infiniti Red Bull Racing      | Red Bull RB9      | Renault RS27-2013    | P     |
| 2  | Mark Webber         | Infiniti Red Bull Racing      | Red Bull RB9      | Renault RS27-2013    | P     |
| 3  | Fernando Alonso     | Scuderia Ferrari              | Ferrari F138      | Ferrari 056          | P     |
| 4  | Felipe Massa        | Scuderia Ferrari              | Ferrari F138      | Ferrari 056          | P     |
| 5  | Jenson Button       | Vodafone McLaren Mercedes     | McLaren MP4-28    | Mercedes-Benz FO108F | P     |
| 6  | Sergio Pérez        | Vodafone McLaren Mercedes     | McLaren MP4-28    | Mercedes-Benz FO108F | P     |
| 7  | Kimi Räikkönen      | Lotus F1 Team                 | Lotus E21         | Renault RS27-2013    | P     |
| 8  | Romain Grosjean     | Lotus F1 Team                 | Lotus E21         | Renault RS27-2013    | P     |
| 9  | Nico Rosberg        | Mercedes AMG Petronas F1 Team | Mercedes F1 W04   | Mercedes-Benz FO108F | P     |
| 10 | Lewis Hamilton      | Mercedes AMG Petronas F1 Team | Mercedes F1 W04   | Mercedes-Benz FO108F | P     |
| 11 | Nico Hülkenberg     | Sauber F1 Team                | Sauber C32        | Ferrari 056          | P     |
| 12 | Esteban Gutiérrez   | Sauber F1 Team                | Sauber C32        | Ferrari 056          | P     |
| 14 | Paul di Resta       | Sahara Force India F1 Team    | Force India VJM06 | Mercedes-Benz FO108F | P     |
| 15 | Adrian Sutil        | Sahara Force India F1 Team    | Force India VJM06 | Mercedes-Benz FO108F | P     |
| 16 | Pastor Maldonado    | Williams F1 Team              | Williams FW35     | Renault RS27-2013    | P     |
| 17 | Valtteri Bottas     | Williams F1 Team              | Williams FW35     | Renault RS27-2013    | P     |
| 18 | Jean-Éric Vergne    | Scuderia Toro Rosso           | Toro Rosso STR8   | Ferrari 056          | P     |
| 19 | Daniel Ricciardo    | Scuderia Toro Rosso           | Toro Rosso STR8   | Ferrari 056          | P     |
| 20 | Charles Pic         | Caterham F1 Team              | Caterham CT03     | Renault RS27-2013    | P     |
| 21 | Giedo van der Garde | Caterham F1 Team              | Caterham CT03     | Renault RS27-2013    | P     |
| 22 | Jules Bianchi       | Marussia F1 Team              | Marussia MR02     | Cosworth CA2013      | P     |
| 23 | Max Chilton         | Marussia F1 Team              | Marussia MR02     | Cosworth CA2013      | P     |
| Nr | Kierowca            | Zespół                        | Samochód          | Silnik               | Opony |

## Wyniki

### Sesje treningowe
Źródło: Wyprzedź Mnie!
| Sesja | Nr | Kierowca         | Konstruktor      | Czas     | Okr. |
| ----- | -- | ---------------- | ---------------- | -------- | ---- |
| 1     | 2  | Mark Webber      | Red Bull-Renault | 1:36,935 | 15   |
| 2     | 7  | Kimi Räikkönen   | Lotus-Renault    | 1:36,569 | 28   |
| 3     | 1  | Sebastian Vettel | Red Bull-Renault | 1:36,435 | 20   |

### Kwalifikacje
Źródło: Wyprzedź Mnie!
| Poz. | Nr | Kierowca            | Konstruktor          | Q1       | Q2       | Q3       | Poz. s. |
| ---- | -- | ------------------- | -------------------- | -------- | -------- | -------- | ------- |
| 1    | 1  | Sebastian Vettel    | Red Bull-Renault     | 1:37,899 | 1:37,245 | 1:49,674 | 1       |
| 2    | 4  | Felipe Massa        | Ferrari              | 1:37,712 | 1:36,874 | 1:50,587 | 2       |
| 3    | 3  | Fernando Alonso     | Ferrari              | 1:37,314 | 1:36,877 | 1:50,727 | 3       |
| 4    | 10 | Lewis Hamilton      | Mercedes             | 1:37,513 | 1:36,517 | 1:51,699 | 4       |
| 5    | 2  | Mark Webber         | Red Bull-Renault     | 1:37,619 | 1:36,449 | 1:52,244 | 5       |
| 6    | 9  | Nico Rosberg        | Mercedes             | 1:37,239 | 1:36,190 | 1:52,519 | 6       |
| 7    | 7  | Kimi Räikkönen      | Lotus-Renault        | 1:36,959 | 1:36,640 | 1:52,970 | 10      |
| 8    | 5  | Jenson Button       | McLaren-Mercedes     | 1:37,487 | 1:37,117 | 1:53,175 | 7       |
| 9    | 15 | Adrian Sutil        | Force India-Mercedes | 1:36,809 | 1:36,834 | 1:53,439 | 8       |
| 10   | 6  | Sergio Pérez        | McLaren-Mercedes     | 1:37,702 | 1:37,342 | 1:54,136 | 9       |
| 11   | 8  | Romain Grosjean     | Lotus-Renault        | 1:37,363 | 1:37,636 | –        | 11      |
| 12   | 11 | Nico Hülkenberg     | Sauber-Ferrari       | 1:37,931 | 1:39,221 | –        | 12      |
| 13   | 19 | Daniel Ricciardo    | Toro Rosso-Ferrari   | 1:37,722 | 1:38,822 | –        | 13      |
| 14   | 12 | Esteban Gutiérrez   | Sauber-Ferrari       | 1:37,707 | 1:39,221 | –        | 14      |
| 15   | 14 | Paul di Resta       | Force India-Mercedes | 1:37,493 | 1:44,509 | –        | 15      |
| 16   | 16 | Pastor Maldonado    | Williams-Renault     | 1:37,867 | –        | –        | 16      |
| 17   | 18 | Jean-Éric Vergne    | Toro Rosso-Ferrari   | 1:38,157 | –        | –        | 17      |
| 18   | 17 | Valtteri Bottas     | Williams-Renault     | 1:38,207 | –        | –        | 18      |
| 19   | 22 | Jules Bianchi       | Marussia-Cosworth    | 1:38,434 | –        | –        | 19      |
| 20   | 20 | Charles Pic         | Caterham-Renault     | 1:39,314 | –        | –        | 20      |
| 21   | 23 | Max Chilton         | Marussia-Cosworth    | 1:39,672 | –        | –        | 21      |
| 22   | 21 | Giedo van der Garde | Caterham-Renault     | 1:39,932 | –        | –        | 22      |

### Wyścig

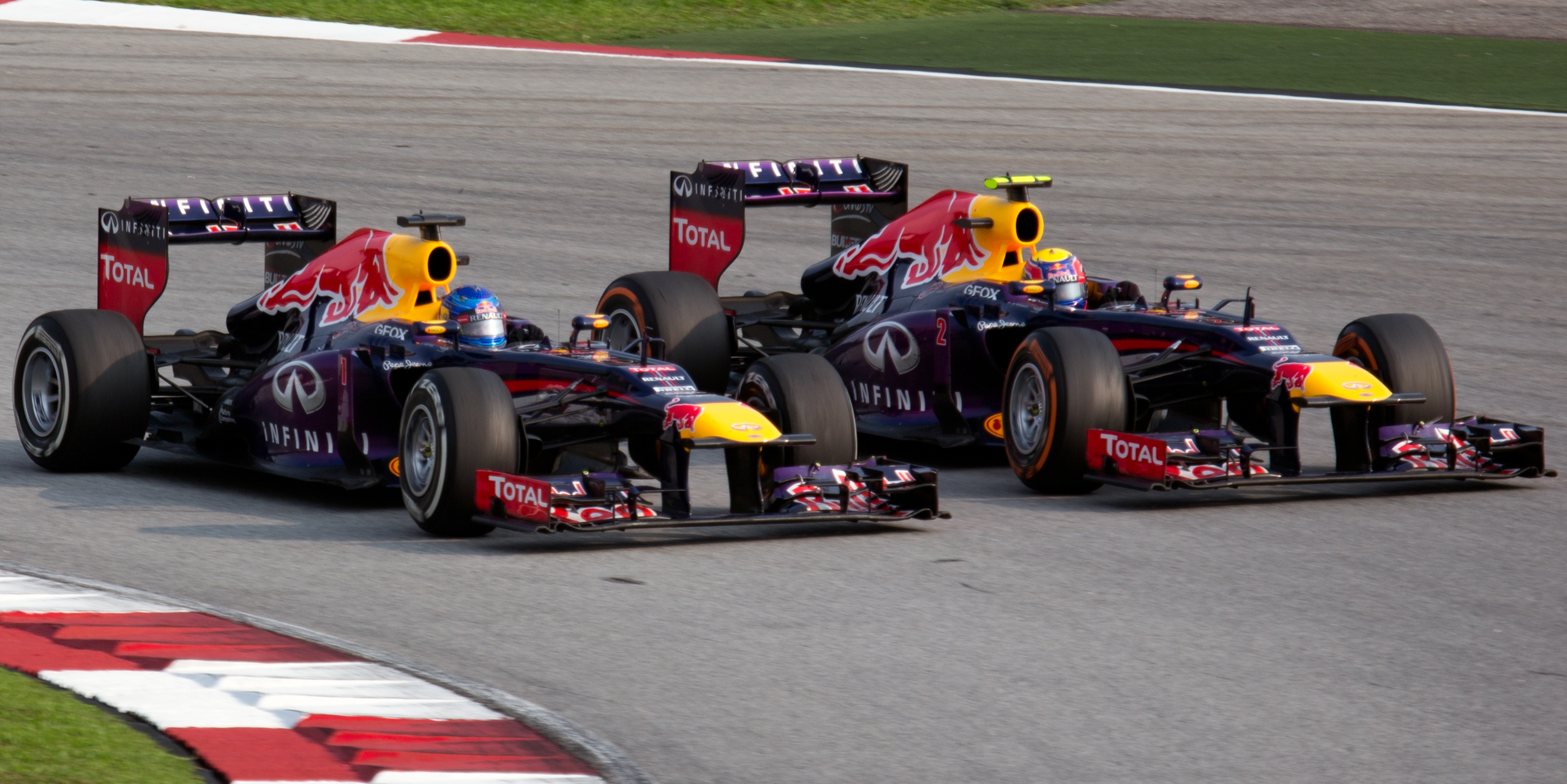
Sebastian Vettel podczas manewru wyprzedzania Marka Webbera w trakcie wyścigu

Źródło: Wyprzedź Mnie!
| P                 | + / –     | Nr | Kierowca            | Konstruktor          | Okr. | Czas / Strata         | Komentarz       |
| ----------------- | --------- | -- | ------------------- | -------------------- | ---- | --------------------- | --------------- |
| 1                 | Bez zmian | 1  | Sebastian Vettel    | Red Bull-Renault     | 56   | 1h38m56,681           |                 |
| 2                 | 3         | 2  | Mark Webber         | Red Bull-Renault     | 56   | +0:04,298             |                 |
| 3                 | 1         | 10 | Lewis Hamilton      | Mercedes             | 56   | +0:12,181             |                 |
| 4                 | 2         | 9  | Nico Rosberg        | Mercedes             | 56   | +0:12,640             |                 |
| 5                 | 3         | 4  | Felipe Massa        | Ferrari              | 56   | +0:25,648             |                 |
| 6                 | 5         | 8  | Romain Grosjean     | Lotus-Renault        | 56   | +0:35,564             |                 |
| 7                 | 3         | 7  | Kimi Räikkönen      | Lotus-Renault        | 56   | +0:48,479             |                 |
| 8                 | 4         | 11 | Nico Hülkenberg     | Sauber-Ferrari       | 56   | +0:53,044             |                 |
| 9                 | Bez zmian | 6  | Sergio Pérez        | McLaren-Mercedes     | 56   | +1:12,357             |                 |
| 10                | 7         | 18 | Jean-Éric Vergne    | Toro Rosso-Ferrari   | 56   | +1:27,124             |                 |
| 11                | 7         | 17 | Valtteri Bottas     | Williams-Renault     | 56   | +1:28,610             |                 |
| 12                | 2         | 12 | Esteban Gutiérrez   | Sauber-Ferrari       | 55   | +1 okr.               |                 |
| 13                | 6         | 22 | Jules Bianchi       | Marussia-Cosworth    | 55   | +1 okr.               |                 |
| 14                | 6         | 20 | Charles Pic         | Caterham-Renault     | 55   | +1 okr.               |                 |
| 15                | 7         | 21 | Giedo van der Garde | Caterham-Renault     | 55   | +1 okr.               |                 |
| 16                | 5         | 23 | Max Chilton         | Marussia-Cosworth    | 55   | +1 okr.               |                 |
| 17                | 10        | 5  | Jenson Button       | McLaren-Mercedes     | 53   | +3 okr.               | opona           |
| 18                | 5         | 19 | Daniel Ricciardo    | Toro Rosso-Ferrari   | 51   | +5 okr.               | układ wydechowy |
| Niesklasyfikowani |           |    |                     |                      |      |                       |                 |
|                   |           | 16 | Pastor Maldonado    | Williams-Renault     | 45   | KERS                  |                 |
|                   |           | 15 | Adrian Sutil        | Force India-Mercedes | 27   | nakrętka koła         |                 |
|                   |           | 14 | Paul di Resta       | Force India-Mercedes | 22   | nakrętka koła         |                 |
|                   |           | 3  | Fernando Alonso     | Ferrari              | 1    | uszkodzenia z kolizji |                 |
| P                 | + / –     | Nr | Kierowca            | Konstruktor          | Okr. | Czas / Strata         | Komentarz       |

### Najszybsze okrążenie
Źródło: Wyprzedź Mnie!
| Nr | Kierowca     | Konstruktor | Czas     | Okr. |
| -- | ------------ | ----------- | -------- | ---- |
| 6  | Sergio Pérez | McLaren     | 1:39,199 | 56   |

## Prowadzenie w wyścigu
| Nr                              | Kierowca         | Okrążenia                | Suma |
| ------------------------------- | ---------------- | ------------------------ | ---- |
| 2                               | Mark Webber      | 4-7, 8-18, 22-30, 34-45  | 32   |
| 1                               | Sebastian Vettel | 1-4, 18-22, 30-32, 45-56 | 21   |
| 5                               | Jenson Button    | 32-34                    | 2    |
| 9                               | Nico Rosberg     | 7-8                      | 1    |
| \| Wykres \| \| ------ \| \| \| |                  |                          |      |
| Wykres                          |                  |                          |      |
|                                 |                  |                          |      |

## Klasyfikacja po wyścigu

### Kierowcy
| P                 | +/− | Kierowca            | Starty | Punkty | P1 | P2 | P3 | PP | NO | NS |
| ----------------- | --- | ------------------- | ------ | ------ | -- | -- | -- | -- | -- | -- |
| 1                 | +2  | Sebastian Vettel    | 2      | 40     | 1  | –  | 1  | 2  | –  | –  |
| 2                 | −1  | Kimi Räikkönen      | 2      | 31     | 1  | –  | –  | –  | 1  | –  |
| 3                 | +3  | Mark Webber         | 2      | 26     | –  | 1  | –  | –  | –  | –  |
| 4                 | +1  | Lewis Hamilton      | 2      | 25     | –  | –  | 1  | –  | –  | –  |
| 5                 | −1  | Felipe Massa        | 2      | 22     | –  | –  | –  | –  | –  | –  |
| 6                 | −4  | Fernando Alonso     | 2      | 18     | –  | 1  | –  | –  | –  | 1  |
| 7                 | N   | Nico Rosberg        | 2      | 12     | –  | –  | –  | –  | –  | 1  |
| 8                 | +2  | Romain Grosjean     | 2      | 9      | –  | –  | –  | –  | –  | –  |
| 9                 | −2  | Adrian Sutil        | 2      | 6      | –  | –  | –  | –  | –  | 1  |
| 10                | −2  | Paul di Resta       | 2      | 4      | –  | –  | –  | –  | –  | 1  |
| 11                | N   | Nico Hülkenberg     | 1      | 4      | –  | –  | –  | –  | –  | –  |
| 12                | −1  | Sergio Pérez        | 2      | 2      | –  | –  | –  | –  | 1  | –  |
| 13                | −4  | Jenson Button       | 2      | 2      | –  | –  | –  | –  | –  | –  |
| 14                | −2  | Jean-Éric Vergne    | 2      | 1      | –  | –  | –  | –  | –  | –  |
| 15                | −1  | Valtteri Bottas     | 2      | 0      | –  | –  | –  | –  | –  | –  |
| 16                | −3  | Esteban Gutiérrez   | 2      | 0      | –  | –  | –  | –  | –  | –  |
| 17                | −2  | Jules Bianchi       | 2      | 0      | –  | –  | –  | –  | –  | –  |
| 18                | −2  | Charles Pic         | 2      | 0      | –  | –  | –  | –  | –  | –  |
| 19                | −1  | Giedo van der Garde | 2      | 0      | –  | –  | –  | –  | –  | –  |
| 20                | −3  | Max Chilton         | 2      | 0      | –  | –  | –  | –  | –  | –  |
| 21                | N   | Daniel Ricciardo    | 2      | 0      | –  | –  | –  | –  | –  | 1  |
| Niesklasyfikowani |     |                     |        |        |    |    |    |    |    |    |
|                   |     | Pastor Maldonado    | 2      | –      | –  | –  | –  | –  | –  | 2  |
| P                 | +/− | Kierowca            | Starty | Punkty | P1 | P2 | P3 | PP | NO | NS |

### Konstruktorzy
| P  | +/− | Konstruktor          | Starty | Punkty | P1 | P2 | P3 | PP | NO | NS |
| -- | --- | -------------------- | ------ | ------ | -- | -- | -- | -- | -- | -- |
| 1  | +2  | Red Bull-Renault     | 4      | 66     | 1  | 1  | 1  | 2  | –  | –  |
| 2  | 0   | Lotus-Renault        | 4      | 40     | 1  | –  | –  | –  | 1  | –  |
| 3  | −2  | Ferrari              | 4      | 40     | –  | 1  | –  | –  | –  | 1  |
| 4  | 0   | Mercedes             | 4      | 37     | –  | –  | 1  | –  | –  | 1  |
| 5  | 0   | Force India-Mercedes | 4      | 10     | –  | –  | –  | –  | –  | 2  |
| 6  | +2  | Sauber-Ferrari       | 3      | 4      | –  | –  | –  | –  | –  | –  |
| 7  | −1  | McLaren-Mercedes     | 4      | 4      | –  | –  | –  | –  | 1  | –  |
| 8  | −1  | Toro Rosso-Ferrari   | 4      | 1      | –  | –  | –  | –  | –  | 1  |
| 9  | 0   | Williams-Renault     | 4      | 0      | –  | –  | –  | –  | –  | 2  |
| 10 | 0   | Marussia-Cosworth    | 4      | 0      | –  | –  | –  | –  | –  | –  |
| 11 | 0   | Caterham-Renault     | 4      | 0      | –  | –  | –  | –  | –  | –  |
| P  | +/− | Konstruktor          | Starty | Punkty | P1 | P2 | P3 | PP | NO | NS |